# Fissarcturus mawsoni
Fissarcturus mawsoni is een pissebed uit de familie Antarcturidae. De wetenschappelijke naam van de soort is voor het eerst geldig gepubliceerd in 1946 door Hale.